# Castello di Nisida
Il castello di Nisida è un edificio di Napoli situato a Nisida, isolotto dell'arcipelago delle isole Flegree.

## Storia
La costruzione, forse di epoca tardo-angioina, fu riadattata in epoca moderna, a partire dal XVI secolo, come caposaldo nel sistema difensivo della città pianificato dal viceré don Pedro de Toledo che si estendeva da Baia fino allo Sperone. La trasformazione fu resa necessaria a seguito delle reiterate scorrerie del celebre “pirata Barbarossa” sulle coste della Calabria, su Ischia e su Procida. La proprietà del castello, così come quello dell'intero isolotto, appartenne alla famiglia napoletana dei Macedonio, duchi di Grottolella. Nel 1656, anno della terribile epidemia di peste, il viceré Antonio Álvarez de Toledo y Beaumont volle che il castello fosse adibito a lazzaretto per raccogliere gli appestati.
Durante il periodo borbonico, in seguito al rafforzamento della flotta militare e delle mutate condizioni strategiche, la costruzione fu adibita all'internamento dei prigionieri politici. Le tribolate vicende che caratterizzano tali mutamenti furono arricchite da episodi più o meno eclatanti come ad esempio nel 1851 quando il conte di Gladstone denunciò le disumane condizioni in cui versavano i detenuti. Ironia della sorta volle che, nel periodo post-unitario, il castello divenne luogo di detenzione per gli ex funzionari borbonici a seguito dell'epurazione avviata dai Savoia nella Pubblica Amministrazione. Oggi è sede dell'Istituto Penitenziario per Minorenni di Napoli.

## Penitenziario minorile di Nisida
Lo stabilimento sorge sul versante sud-orientale dell'isola e comprende l'insenatura di Porto Paone. Abbattuto il vecchio pericolante torrione che dava un aspetto lugubre, nel 1933 i locali sottostanti sono stati riattati al reparto cellulare di osservazione, accanto all'infermeria e i locali di quarantena sanitaria. Ai piani superiori si accede agli uffici amministrativi, gli alloggi del direttore penitenziario e degli agenti di polizia penitenziaria. Di fronte all'ingresso dell'edificio si apre un ampio viale ai quali margini sono collocati i padiglioni adibiti ai servizi del penitenziario: dormitorio, scuola, refettorio, aiuole e campi da gioco. Ad un livello inferiore è posto un grande campo sportivo. La fabbrica delle arti è aperta anche ai residenti del quartiere.